# Aleksandra Trojan
Aleksandra Trojan est une joueuse polonaise de volley-ball, née le 6 juin 1991 à Dobczyce. Elle mesure 1,96 m et joue au poste de centrale. 

## Clubs
| Club                   | De        | À         |
| ---------------------- | --------- | --------- |
| Dalin Myślenice        |           | 2005-2006 |
| SMS PZPS Sosnowiec     | 2006-2007 | 2009-2010 |
| KS Murowana Goślina    | 2010-2011 | 2012-2013 |
| BKS Stal Bielsko-Biała | 2013-2014 | 2016-2017 |
| Impel Wrocław          | 2017-2018 | 2017-2018 |
| PTPS Piła              | 2018-2019 | 2018-2019 |
| KŚ AZS PŚ Gliwice      | 2019-2020 | …         |